# Рыжеволосая женщина
«Рыжеволосая женщина» (тур. Kırmızı Saçlı Kadın) — роман турецкого писателя Орхана Памука. Опубликован был на турецком языке в 2016 году; в том же году вышло русское издание в переводе Аполлинарии Аврутиной.

## Описание

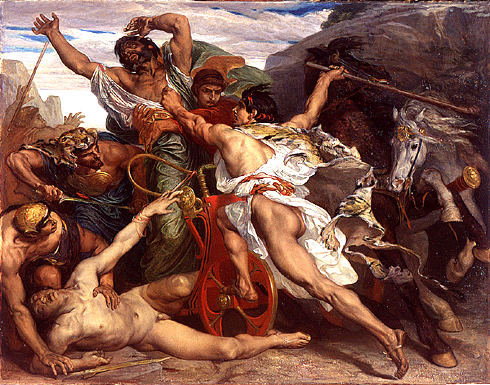
Гибель Лаия. Картина Жозефа Блана, 1867. Школа изящных искусств, Париж
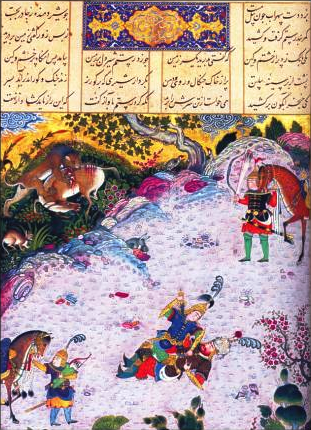
Рустам побеждает Сухраба в их втором поединке. Шахнаме шаха Тахмаспа, около 1522. Музей современного искусства, Тегеран

«Рыжеволосая женщина» рассказывает о Джеме Челике, молодом ученике человека, копающего колодцы. В ходе этих работ Джем встречает загадочную рыжеволосую женщину и влюбляется в неё. В первых двух частях книги повествователем выступает Джем, в последней же рассказчицей является рыжеволосая женщина.
Действие романа разворачивается в небольшом вымышленном городе Онгёрене в окрестностях Стамбула (в конце книги эта местность становится частью города).
Сам Памук сказал, что его роман — «прежде всего текст о власти авторитета и о развитии цивилизации, о соотношении традиции и новации, о доверии и дисциплине, а еще о том, как важны мифы и древние тексты, обосновавшиеся в наших головах», и отметил, что в Турции рыжеволосых женщин воспринимают как европеизированных, раскрепощённых, а также чуждых и странных.
В романе сопоставлены западный миф об убийстве сыном неузнанного им отца («Царь Эдип» Софокла) и восточный миф об убийстве отцом неузнанного им сына («Шахнаме» Фирдоуси).

## Оценки
Мария Смирнова («Афиша») отметила сходство «Рыжеволосой женщины» с другим романом Памука, «Имя мне — Красный», и назвала новый роман «глубоким и изящным диалогом литературных традиций Запада и Востока». Смирнова отметила сходство «Рыжеволосой женщины» с «Царём Эдипом» Софокла, «Смертью в Венеции» Томаса Манна и «Простодушным» Вольтера.
Галина Юзефович (Meduza) охарактеризовала роман как «очередную дозу фирменной памуковской тягучей меланхолии в безупречном исполнении».
Алекс Престон (The Observer) назвал роман «обманчиво простым» и сравнил его с «Музыкой случая» и «Храмом Луны» Пола Остера. Эндрю Моушн (The Guardian) охарактеризовал роман как притчу о современной Турции. Александра Желязиньска (Polityka) называет «Рыжеволосую женщину» классической историей взросления. Джеральдин Брукс (The New York Times) прохладно оценила книгу, отметив невероятные совпадения, неубедительность и мелодраматичность. Шэдж Мэтью (The New Yorker) сравнила проблему отцов и детей в романе с отношением в современной Турции к Ататюрку — отцу турецкой нации — и президенту Эрдогану. Мари-Лор Делорм (Le Journal du Dimanche) отметила, что через конфликт отцов и детей в книге показан нерешённый конфликт между традицией и современностью, религией и светскостью, демократией и диктатурой, Западом и Востоком.

## Награды
В 2017 году Памук был удостоен литературной премии Лампедузы за роман «Рыжеволосая женщина».